# Bürgermeisterei Ruwer
Die Bürgermeisterei Ruwer im Landkreis Trier im Regierungsbezirk Trier in der preußischen Rheinprovinz war eine Bürgermeisterei mit sieben Dörfern, drei Hofgütern, sieben Mühlen, 410 Feuerstellen und 2612 Einwohnern (Stand: 1828).
Dazu gehörten die Gemeinden
- Casel
- Eitelsbach mit dem Carthäuserhof und dem Hofgut Thiesburg
- Mertesdorf mit dem Hofgut Grünhaus und drei Mühlen
- Morscheid mit zwei Mühlen
- Riveris mit einer Mühle
- Ruwer
- Waltrach mit einer Mühle

## Geschichte
Die von der Bürgermeisterei verwalteten Ortschaften gehörten bis zum Ende des 18. Jahrhunderts zu den kurtrierischen Ämtern Pfalzel (Casel, Eitelsbach, Grünhaus, Morscheid, Riveris, Waltrach), Maximin (Ruwer-Maximin, Mertesdorf) und St. Paulin (Ruwer-Paulin). Infolge der Ersten Koalitionskrieges kam das Gebiet 1794 zu Frankreich. Unter der französischen Verwaltung wurde die Mairie Ruwer gebildet, die zum Kanton Pfalzel im Arrondissement Trier im Saardepartement gehörte.
Aufgrund der Beschlüsse auf dem Wiener Kongress kam das Rheinland 1815 an Preußen. Aus den Mairien wurden Bürgermeistereien gebildet, die Bürgermeisterei Ruwer gehörte zum neu geschaffenen Regierungsbezirk Trier, ab 1816 zum Landkreis Trier und ab 1822 zur Rheinprovinz.
Im Jahre 1927 wurden die Bürgermeistereien in Ämter umbenannt. Das Amt Ruwer mit Sitz in Ruwer im Landkreis Trier (Regierungsbezirk Trier) hatte im Jahre 1931 5453 Einwohner (5390 katholisch, 52 evangelisch, elf israelisch). Die Gesamtfläche betrug 3636 Hektar, die bebaute Fläche 3029 Hektar (Ackerland, Weinberge und Wiesen 2413 Hektar, Wald 616 Hektar). Der Bürgermeister hieß Voß, die Amtsvertretung hatte neun Sitze.
1934 wurde das Amt Ruwer mit Teilen des Amtes Irsch-Schöndorf in Wilzenburg und dem Amt Farschweiler zum neuen „Amt Waldrach“ mit Amtssitz in Ruwer zusammengeschlossen. 1954 erfolgte eine Umbenennung zum „Amt Ruwer“, aus dem 1968 die Verbandsgemeinde Ruwer entstand.